# Forces armées de Madagascar
Les Forces armées de Madagascar (en malgache : Tafika Malagasy) sont constituées des forces armées populaires fondées en 14 mai 1960, divisées en une armée de terre (Tafika an-tanety) comptant 12 500 hommes, une marine nationale (Tafika andranomasina) comptant 500 hommes, ainsi qu'une armée de l'air (Tafika anabakabaka) comptant 500 hommes et la gendarmerie nationale (Zandarmariam'pirenena)  comptant 8 100 hommes, selon les données de l'International Institute for Strategic Studies en 2017.

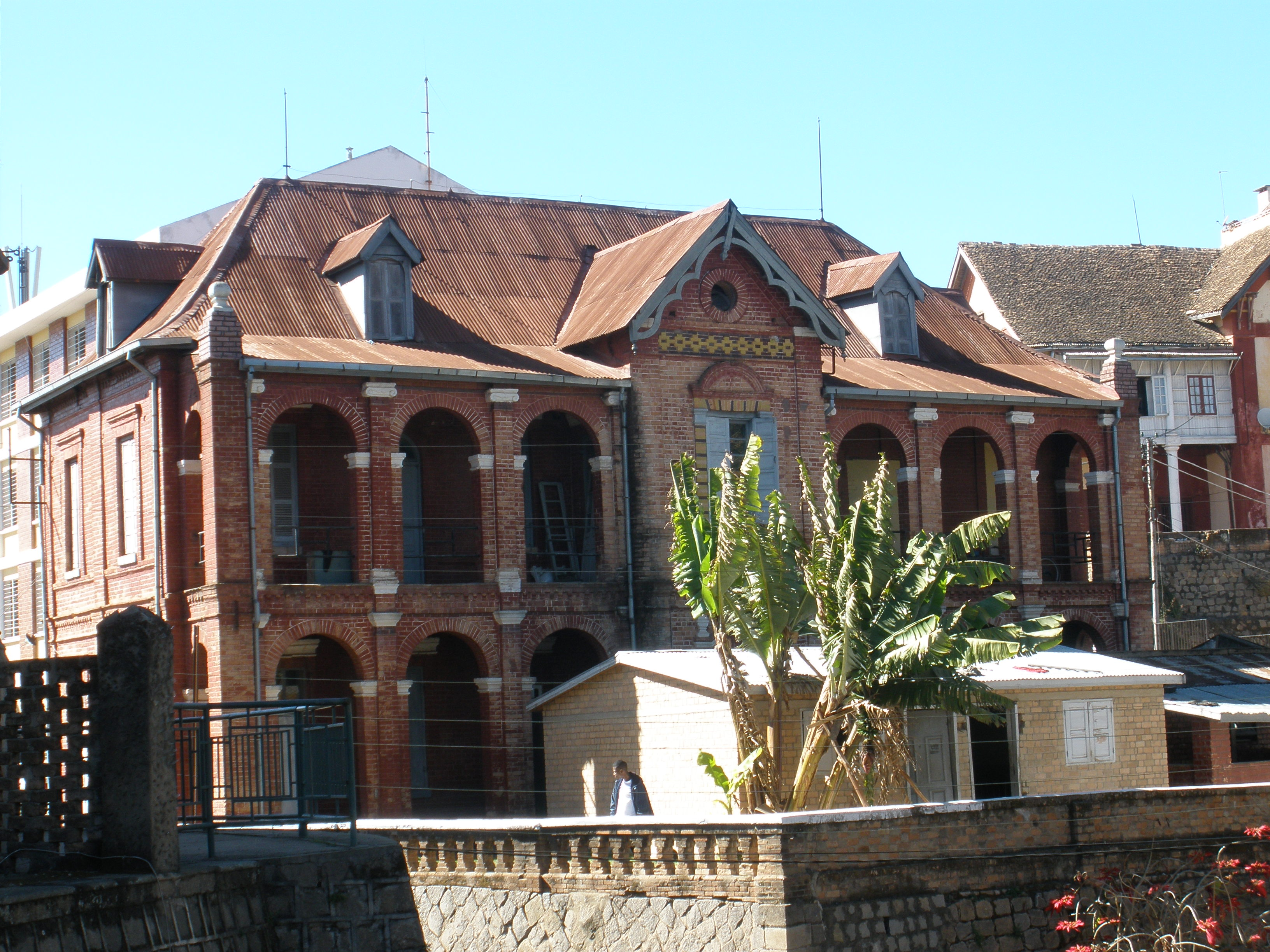
Le palais Ratsimamanga à Antananarivo, siège de l'état-major des armées.

## Missions
Les Missions de l'armée malgache sont les suivantes :
- Soutenir la population en cas de catastrophes (cyclones tropicaux, inondations, catastrophes naturelles) ;
- Défendre le pays contre toute attaque extérieure (piraterie, menaces extérieures) ;
- Assurer la sécurité dans les zones les plus reculées du pays (DAS) ;
- Déployer ses forces pour les opérations internationales de maintien de la paix et les opérations de coopération avec les forces extérieures.

## Historique

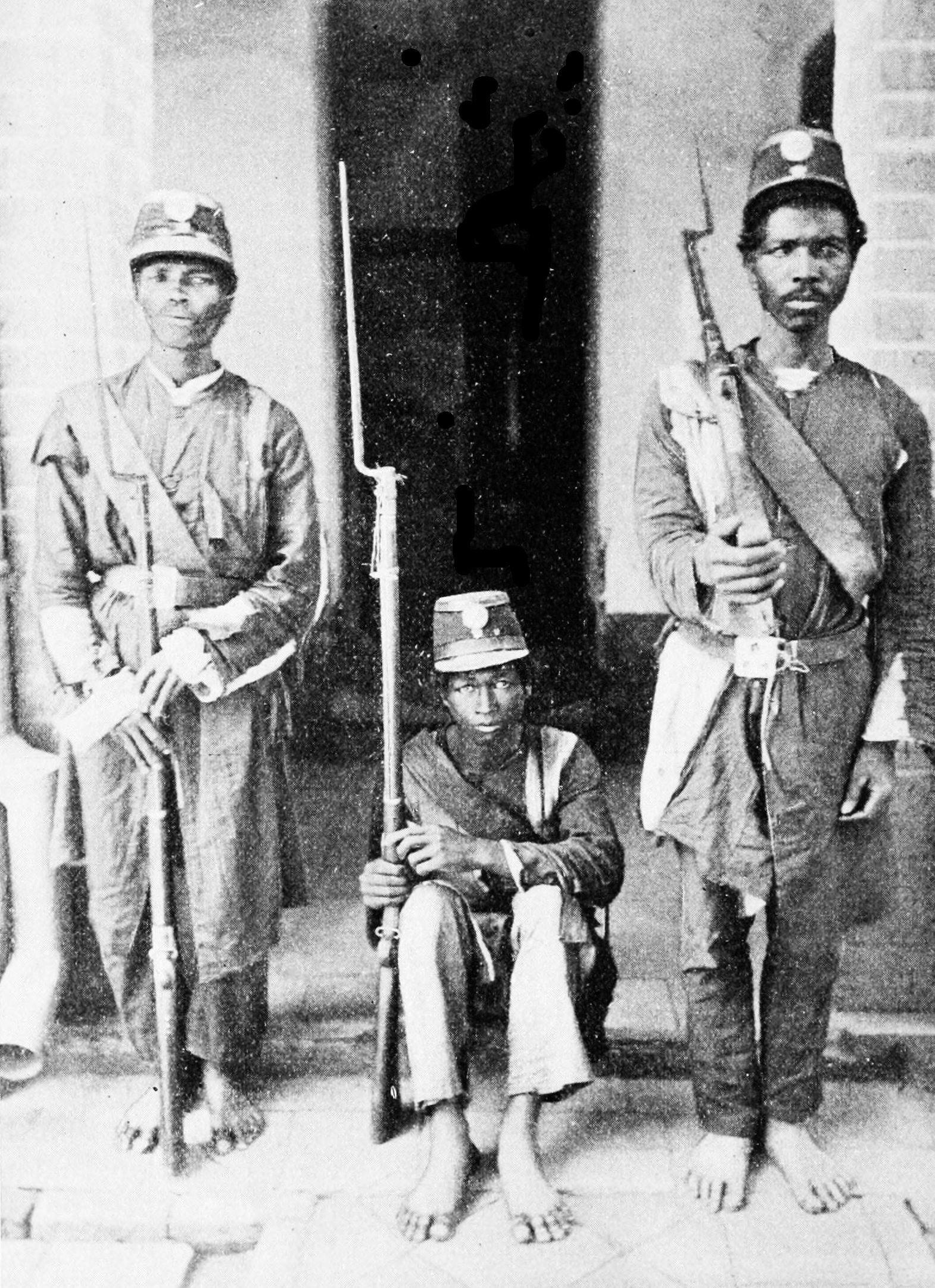
Soldats malgaches en 1895.

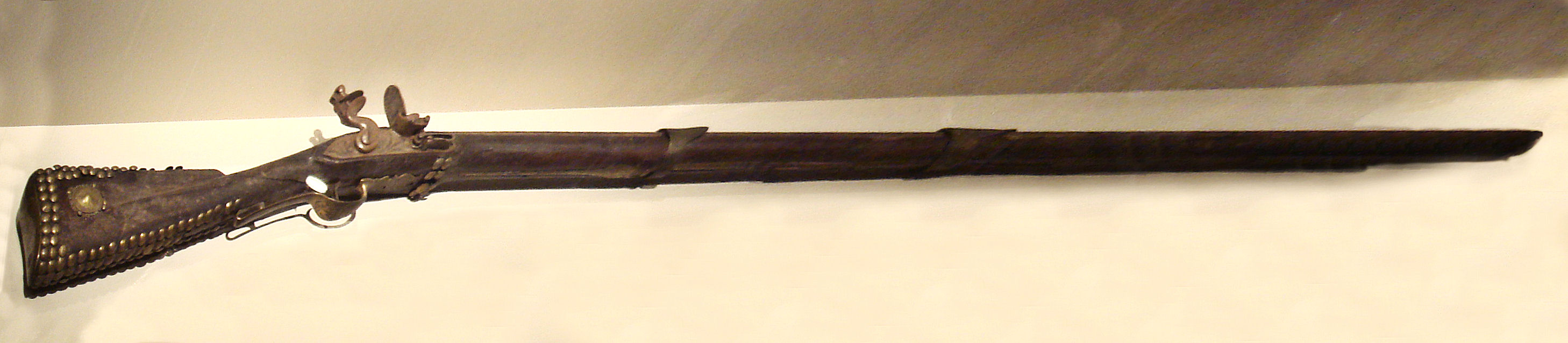
Fusil à platine à silex malgache de la fin du XIXe siècle.

Avant l’intervention française de 1881-1882, le royaume de Madagascar ne subit que peu d'influences européennes. Sous les règnes des reines Ranavalona II (1808-1883) et Ranavalona III (1883-1895), du royaume Merina, alors hégémonique sur l’île, le Premier ministre Rainilaiarivony tente d’utiliser les tensions entre Européens pour protéger l’indépendance du pays et de le moderniser avec des cadres occidentaux. On retiendra le rôle de Jean Laborde, un naufragé devenu très sollicité à la cour royale d'Antananarivo, la capitale du royaume Merina, et qui créa des manufactures, entre autres, de fusils, et de canons. Une armée de conscription a été mise sur place pouvant comprendre théoriquement de 20 à 30 000 hommes.
En 1892, le parti colonial français demande l’application du protectorat sur l’île. le gouvernement français, qui hésite encore, ne fait que renforcer les garnisons des comptoirs français comprenant des soldats malgaches et envoie une escadre navale, tentant une dernière démarche diplomatique pour établir un véritable protectorat. Après le refus de la reine le 22 octobre 1894, la France procède à l’évacuation de ses ressortissants le 25 ; la guerre est déclarée.
Le gouvernement envoie une expédition de 15 000 hommes. Le 12 décembre 1894, l’escadre de l’amiral Amédée Bienaimé occupe Tamatave et débarque à Majunga. Le corps expéditionnaire débarque à Majunga le 23 avril 1895. L'armée malgache commandée par Ramasombazaha, commandant en chef des armées du nord-ouest, Razanakombana, Rasanjy, Rabanona, Rakotondravoavy, Ralambotsirofo, Ramangalahy, Rainianjahaly et Andriantavy offre peu de résistance et, si le Corps Expéditionnaire de Madagascar ne perd que 25 hommes au combat, 5 756 autres meurent de maladie.
L'absence de résistance organisée des Malgaches ainsi que la prise de Tananarive le 30 septembre 1895 permettent la mise en place d’un protectorat le 1er octobre, mais au prix de la naissance d'un fort mouvement anticolonial. Ce protectorat ne convient pas aux Réunionnais et au parti colonial, qui réclamaient l’annexion. Par décision unilatérale, par décret du 11 décembre 1895 et la loi du 6 août 1896, Madagascar est annexé et rattaché au ministère des Colonies. L’île s’embrase alors dès septembre 1896 et Paris envoie le général Gallieni, investi de tous les pouvoirs civils et militaires, afin de rétablir l’ordre. Il devient gouverneur général. Grâce à sa tactique de la tache d’huile, il pacifie la région et, début 1897, l’insurrection est considérée comme vaincue.
Durant la Première Guerre mondiale, 41 355 Malgaches sont mobilisés au total dans l'armée française, principalement dans les unités d'infanterie. 34 386 d'entre eux partent en Europe. 2 368 sont portés morts ou disparus. 6 000 autres Malgaches sont recrutés pour travailler en France.
Durant la Seconde Guerre mondiale, dans l'armée française en 1940, 2 Régiments d'Artillerie Lourde Coloniale Mixte Malgache sont intégrés dans 2 divisions d'infanterie coloniale en métropole tandis que 19 000 militaires stationnent à Madagascar
Les forces françaises fidèles au régime de Vichy, présentes lors de la bataille de Madagascar qui voit les forces britanniques envahir l'île sont d'environ 8 000 soldats, dont environ 6 000 Malgaches et Sénégalais. L'affrontement militaire entre Britanniques et Vichystes, puis les trois mois durant lesquels l'île échappe à tout contrôle français, atteignent durement le prestige de la France auprès des Malgaches.
Une insurrection commence en 1947, elle est violemment réprimée par l'armée française : au minimum, plus de 11 000 Malgaches sont tués.
Le 10 octobre 1958, la France accorde une première autonomie. L'indépendance totale est signée le 26 juin 1960 ce qui permet la constitution d'une armée nationale. Une force de 5 000 hommes répartis en 2 régiments interarmes et d'une gendarmerie est alors constituée.
Le 1er septembre 1973, les responsabilités de défense commune exercées depuis le 27 juin 1960 avec la République française sont désormais totalement prises en charge par la République malgache. Les dernières unités françaises quittent l’île.
À partir de mai 1972, les militaires s'engagent dans la vie politique. Conformément à la nouvelle Constitution de 1975 établissant la République démocratique de Madagascar, le rôle des Forces Armées Malgaches, leur organisation, leurs missions sont révisés : baptisées « Forces Armées Populaires », elles devaient défendre la Révolution et ses acquis. Un décret du 9 octobre 1976 institue un Ministère de la Défense nommé Ministère des Forces Armées en 1991.
Dans les années 1970/1990, la République démocratique de Madagascar bénéficie du soutien matériel du bloc de l'Est puis de la Russie qui fournit entre autres blindés et avions de combat.
Le changement de régime en 1991 change la donne, les forces armées qui étaient relativement bien tenues jusque-là ne sont plus une priorité. Les équipements n'ont pas été renouvelés, ni entretenus, les pouvoirs civils ont pris de haut les militaires. Ce qui explique en partie la participation d'une partie de ces derniers dans la crise politique de 2009 à Madagascar.
Des liens subsistent entre la France et Madagascar, ainsi du 3 au 24 février 2013 se tient l'exercice militaire Betsiboka entre l'armée malgache et les Forces armées de la zone sud de l'océan Indien (FAZSOI), unités de l'Armée française stationnées à La Réunion et à Mayotte.

## Présentation des écoles
- Centres de formation initiale ou de perfectionnement :
  - Académie militaire (ACMIL) - Antsirabe
  - École nationale des sous-officiers de l’armée (ENSOA) - Antsirabe
  - Centre de perfectionnement des officiers (CPO) – Fiadanana, Antananarivo
  - Ecole d’état-major (EEM) – Fiadanana, Antananarivo
  - Ecole militaire nationale des enfants de troupe (SEMIPI) – Fianarantsoa
- Centre de formation spécialisée :
  - Ferme école de l’ENSOA – Antsirabe, site de Tandrokomby

## Équipement
Voici les informations de l’IISS en 2012.

### Armée de terre

#### Véhicules blindés

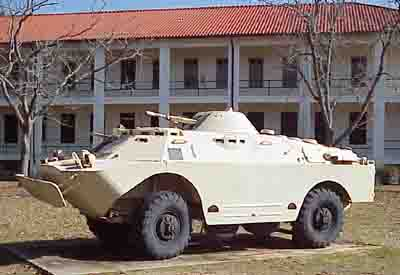
Un blindé BRDM-2 similaire à ceux utilisés par l'armée malgache.

- 12 PT-76 en service ;
- 35 BRDM-2 en service ;
- 10 Daimler Ferret en service ;
- 8 M8 Greyhound en service ;
- 30 Halftracks en service ;

#### Défense anti-aérienne
- 50 ZPU-4 en service.

#### Infanterie
Les fantassins malgaches utilisent un armement datant de la Guerre froide et fournis majoritairement par la France, la Chine populaire, la Corée du Nord :
- Pistolets Tokarev TT 33 et Makarov et leurs versions chinoises (Norinco Type 54 et Type 59,
- Pistolet MAC modèle 1950, remplace le TT 33
- Pistolets-mitrailleurs MAT-49,
- Carabine chinoise Type 56  et SKS (son modèle soviétique),
- Fusils Type 63/68 et Type 56 (RPC), MPi-KM  et Type 68 (RDA et RPDC),
- fusils de précision soviétiques SVD ou chinois NDM-86
- lance-roquettes RPG-7,
- mitrailleuses légères soviétiques RPK et PKM.

Enfin, ces deux types de  mitrailleuses lourdes  équipent la flotte des pick-up armés :
- DShK russes ou  Norinco Type 54 chinoises
- Browning M2 US.

### Armée de l'air

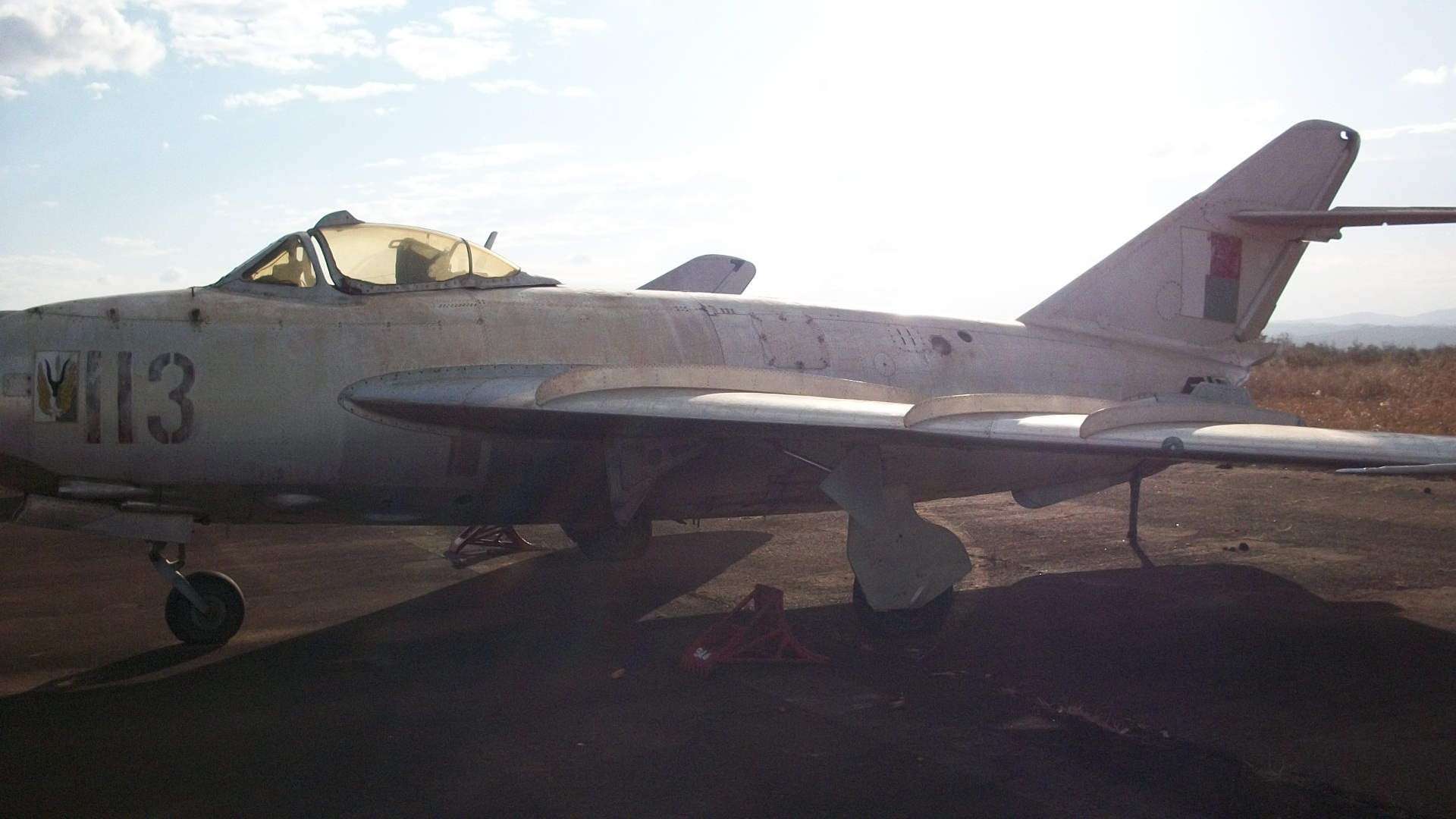
Un MiG-17 de l'armée malgache.

Le premier élément aérien de l’armée malgache est créé le 27 mai 1961 et s'installe dans la base aérienne 181 sur l'aéroport international d'Ivato.
Elle a disposé de 4 MiG-17 et d'une dizaine de MiG-21 d'origine nord-coréenne et russe à partir de 1978, stockés à la fin des années 1990 ainsi que de 8 hélicoptères Mil Mi-8 et de plusieurs Antonov de la Société Malgache de Navigation Aérienne affrétés à l’armée malgache dont une partie a été détruite début 2009.
En 2019, un CASA CN-235 est acheté à crédit à la société française Sofema. Il est repris en 2021 par cette entreprise car l'état malgache n'arrive pas à payer l'appareil. Il s'agit alors du seul avion de transport tactique de ce pays.
Les appareils en service en 2016 sont les suivants :

Cocarde de l'armée de l'air de Madagascar.

| Aéronefs                      | Origine            | Type                    | En service         | Versions           | Notes |                    |
| Avion de transport            | Avion de transport | Avion de transport      | Avion de transport | Avion de transport | Avion de transport | Avion de transport |
| ----------------------------- | ------------------ | ----------------------- | ------------------ | ------------------ | --- | ------------------ |
| Antonov An-26                 | Union soviétique   | Transport tactique      | 1                  | retired            | |                    |
| Cessna 172                    | États-Unis         | Avion d'entrainement    | 4                  | 172M               | (one was destroyed in an incendary Nov.2024) |                    |
| Cessna 310                    | États-Unis         | Communications          | 1                  | 310R               | |                    |
| Cessna 337                    | États-Unis         |                         | 2                  |                    | |                    |
| Cessna 402B                   | États-Unis         |                         | at least 2         |                    | (2 were destroyed in an incendary, Nov.2024) |                    |
| Cessna 421                    | États-Unis         |                         | at least 1         |                    | (1 was destroyed in an incendary, Nov.2024) |                    |
| Aero Synergie J300 Joker (en) | France             |                         | 2                  |                    | |                    |
| Humbert Tétras                | France             |                         | 1                  |                    | Premier remis par la France en août 2002. Troisième exemplaire remis le 10 avril 2013 |                    |
| Piper PA-23                   | États-Unis         | Communications          | 2                  | PA-23-250 Aztec D  | (1 was destroyed in an incendary, Nov.2024 |                    |
| Yakovlev Yak-40               | Union soviétique   | Transport VIP           | 2                  | retired            | Première livraison en 1978 Ne semble plus en service en 2020 |                    |
| Boeing 737                    | États-Unis         | Transport tactique      | 2                  | sold               | ex-Air Madagascar |                    |
| Hélicoptère                   |                    |                         |                    |                    | |                    |
| Bell 206B                     | États-Unis         | Hélicoptère             | at least 1         |                    | (lost in an incendary Nov.2024) |                    |
| Alouette II                   | France             | Hélicoptère multi-rôles | 4                  | SA318C             | Ex-armée belge. Revendus à une société privée, arrivent fin 2009 dans le pays, intégrés dans l'armée malgache le 27 mars 2010 sans autorisation belge. Un accidenté a terre le 28 janvier 2019. Un accidenté en mer le 21 décembre 2021. |                    |

### Marine de guerre

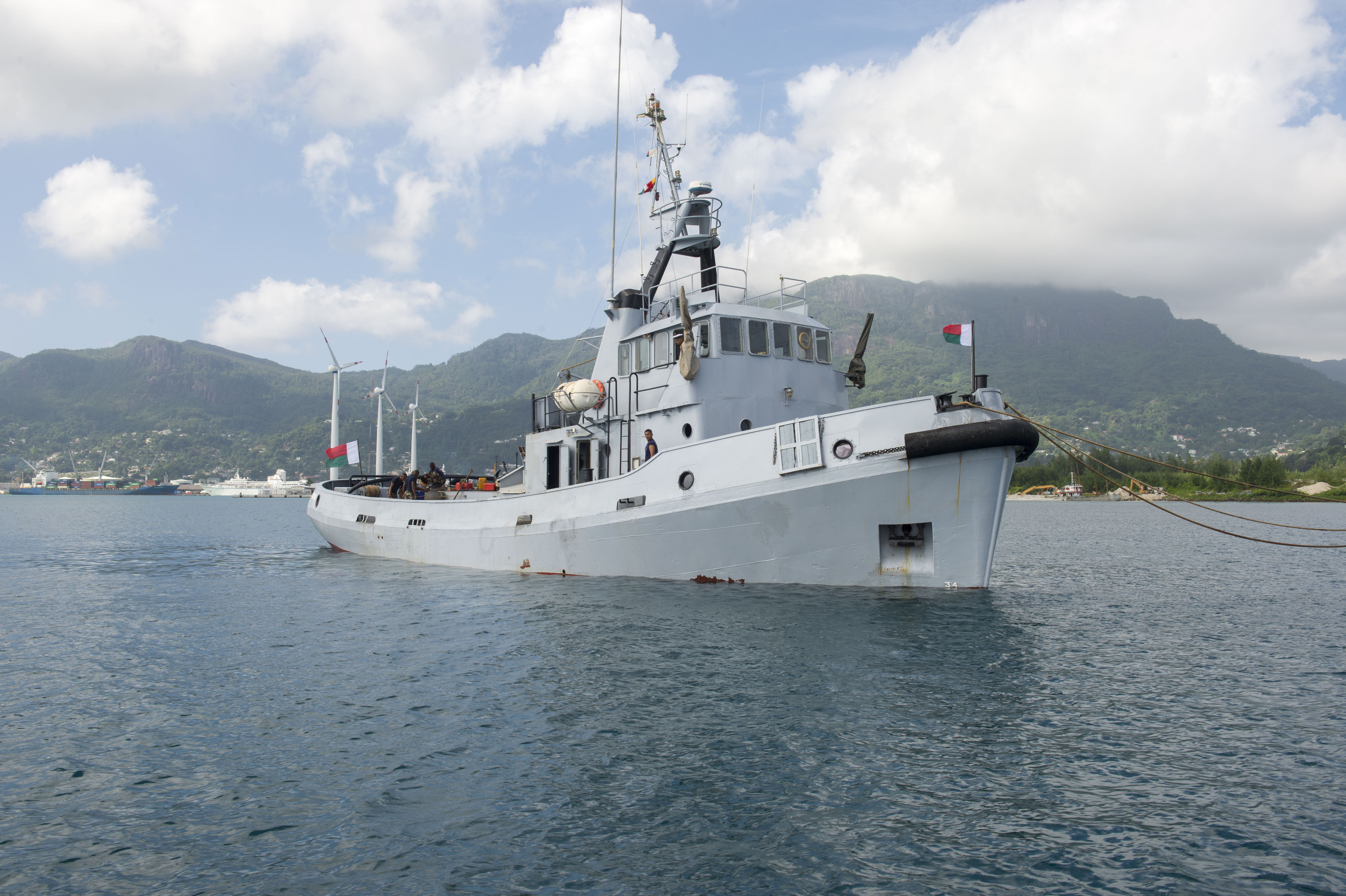
Patrouilleur RC Trozona en 2016 aux Seychelles lors de l'exercice Cutlass Express

### Gendarmerie nationale
La gendarmerie nationale (Zandarimariam-pirenena en malgache) est une force militaire chargée de faire respecter la loi. Contrairement aux autres pays, à Madagascar la gendarmerie est la plus active par rapport à la Police et aux Armées puisqu'elle est la plus sollicitée (notamment parce que Madagascar est majoritairement rural). La Gendarmerie Nationale a été formée par la Gendarmerie Française et dispose de moyens de transport d'origine allemande (Mercedes-Benz Unimog, Mercedes-Benz Atego, Daimler Ferret), Soviétique (BRDM-1 et BRDM-2) ou encore d'origine française (Peugeot P4, Sovamag), japonaise (pick-up Nissan Hardbody) et chinoise (tout-terrains Dong Feng).
Elle dispose aussi d'éléments d'intervention : le FIGN (Force d'Intervention de la Gendarmerie Nationale) et le GSIS (Groupe de Sécurité et d'Intervention Spéciale) qui est l'unité d'élite équivalent du GIGN, qui l'a, d'ailleurs, formé.

### Implication internationale
Avant l'entrée dans la crise, l'Armée malgache participait à des opérations dans le cadre de maintien de la paix des Nations unies et de l'Union africaine ainsi qu'à des opérations bilatérales avec les Forces armées françaises.

Ces accords ont été arrêtés à la suite de la crise politique de 2009 à Madagascar.

Une partie des activités bilatérales avec les Forces armées françaises ont été reprises en 2012.